# Donsinemella camacolaimoides
Donsinemella camacolaimoides is een rondwormensoort. De wetenschappelijke naam van de soort is voor het eerst geldig gepubliceerd in 1949 door Allgén.